# John William McGrath
John William McGrath (nacido en Newport el 19 de marzo de 1944) es un familicida estadounidense. En 1962, cuando tenía 17 años, mató a sus padres y a sus dos hermanos en Nuevo Hampshire. Fue declarado no responsable por insanidad e internado en un psiquiátrico. Su desaparición del hospital del estado en 1974 constituye un misterio sin resolver. McGrath es uno de los criminales de New Hampshire más buscados, nunca ha sido recapturado y permanece en paradero desconocido.

## Biografía
John William McGrath nació el 19 de marzo de 1944 en Newport, New Hampshire
El 10 de marzo de 1962 utilizó un arma de fuego para matar a sus dos hermanos menores, Peter y Charles, esperó hasta que volvieran sus padres, que también fueron disparados.
McGrath fue juzgado como adulto pese a tener 17 años cuando cometió el crimen. En 1965, un gran jurado le declaró no culpable por razones de insanidad y recibió una sentencia de internamiento en un hospital psiquiátrico. En 1969 se le trasladó a una prisión, donde permaneció tres años.

## Desaparición
El 13 de agosto de 1974, McGrath se encontraba internado en New Hampshire State Hospital, un hospital psiquiátrico ubicado en Concord. El 13 de agosto, McGrath escapó de la unidad forense del hospital, desde entonces es buscado por las autoridades, aunque sus andanzas y su paradero actual constituyen un misterio.